# كهف زهرة الحيوان
كهف زهرة الحيوان يقع تحت المنحدرات في نورث بوينت، سانت لوسي، باربادوس. إنه الكهف البحري الوحيد الذي يمكن الوصول إليه في الجزيرة. تم اكتشافه عند مدخل البحر في عام 1780 من قبل اثنين من المستكشفين الإنجليز. يقف الكهف على ارتفاع ستة أقدام فوق علامة المياه المرتفعة على الرغم من أنها تشكلت عند مستوى سطح البحر. حدث هذا لأن باربادوس ترتفع بمقدار بوصة واحدة لكل 1000 عام.

## أرضية الكهف
أرضية الكهف مرجانية يقدر عمرها بحوالي 400000 إلى 500000 عام. في حين أن عمر الجزء المرجاني الأصغر فوق الأرضية الرئيسية يبلغ حوالي 126000 عام. قُدّر هذا التأريخ من قبل المعهد الجيولوجي الألماني.
يقع المسبح كما يسميه المرشدون، في غرفة بمفرده. لا تكشف المياه الشفافة تمامًا والهادئة تمامًا عن عمقها ولكنها تبدو ضحلة بشكل مخادع.  أرضية الكهف الناعمة المهترئة بفعل المياه وحركة احتكاك الصخور المرجانية بمرور الوقت ذات شكل متموج، ويضفي الضوء ميزة سحرية على هذه الغرفة. في أوقات معينة من السنة وفي الأحوال الجوية السيئة، تمتلئ الكهوف بالماء ويصبح المدخل بمثابة ثقب انفجاري عملاق.
في الأيام الهادئة، يمكن السباحة في بركة صخرية طبيعية داخل الكهف، ويمكن إلقاء نظرة على مناظر المحيط الأطلسي من خلال النوافذ المطلة على المحيط (فتحات الكهوف).

## الشقائق البحرية
تتكون الزهرة من مجسات يمكن أن تلدغ وتشل حركة الأسماك التي تعبر بالقرب منها، فضلاً عن أنواع المخلوقات الأخرى. تتراجع المجسات إلى الساق لضمان سلامتها عند ملامسة كائن أو شيء غريب لها. تنتظر الزهرة بعض الوقت قبل أن تخرج من القصبة مرة أخرى لتجاوز الخطر.